# Doriane Tahane
Pour les articles homonymes, voir Tahan (homonymie).
Doriane Tahane est une joueuse française de basket-ball née le 14 octobre 1989 à Bondy (Seine-Saint-Denis).

## Biographie
En 2009, elle est sacrée championne d'Europe avec l'Équipe de France de basket-ball féminin des 20 ans et moins. En finale, elle marque 18 points contre les Espagnoles.
Sélectionnée en équipe de France en 2010, elle postule à une place dans le groupe des douze joueuses du Mondial, mais elle se blesse en match amical face au Sénégal. La rupture des ligaments du genou la prive également de la plus grande partie de sa saison avec son club.
Elle arrête précocement le basket-ball.

## Palmarès
- Médaille d'or au championnat d'Europe U20 2009[4].